# Mucronella
Mucronella (Alb. & Schwein.) Fr., 1874 è un piccolo genere dell'ordine Agaricales Underw. [genera incertis sedis] caratterizzato da basidiomi a forma di piccoli aculei appuntiti.

## Descrizione
Basidiomi di piccole dimensioni e poco appariscenti, a gravitropismo positivo, con crescita indipendente, spesso riuniti in gruppi serrati, a forma di aculeo, con o senza gambo distinto. 
Superficie imenoforale estesa a tutto il basidioma con la sola eccezione della zona apicale, da liscia a subrugosa, talvolta finemente farinosa, di colore variabile da biano a giallo. 
Sporata bianca. Spore con profilo variabile da subgloboso a ellissoidale, con parete sottile, amiloidi. Cistidi assenti (talvolta sono presenti pseudocistidi o elementi ifoidi). Sistema ifale monomitico, con ife generatrici a parete sottile, con giunti a fibbia (in alcuni taxa sono presenti ife trombopleurogene).

## Ecologia
Specie saprofite su legno marcescente di conifera e o di latifoglia, talvolta su vecchie Polyporaceae.

## Specie di Mucronella[5]
Mucronella abnormis Henn.
Mucronella albidula (Corner) Berthier
Mucronella belalongensis P. Roberts
Mucronella brasiliensis Corner 
Mucronella bresadolae (Quél.) Corner
Mucronella calva (Alb. & Schwein.) Fr. [sinonimi: Mucronella aggregata (Fr.) Fr.]
Mucronella flava Corner
Mucronella fusiformis (Kauffman) K.A. Harrison
Mucronella minutissima Peck
Mucronella pendula (Massee) R.H. Petersen
Mucronella polyporacea Velen.
Mucronella pulchra Corner
Mucronella pusilla Corner
Mucronella ramosa Lloyd
Mucronella styriaca Maas Geest.
Mucronella subalpina K.S. Thind & Khurana
Mucronella subtilis P. Karst. [da verificare]
Mucronella togoensis Henn.
Mucronella viticola Pass. & Beltrani [da verificare]

## Specie italiane
La distinzione tra le tre specie segnalate per l'Italia si basa su caratteri macro- e microscopici. Limitatamente ai primi, M. bresadolae si distingue per i basidiomi ('aculei') alti fino a 6 mm: le altre due specie sono più piccole, raggiungendo i 3 mm. M. calva differisce da M. flava per il colore dei basidiomi: mentre la prima ha colorazioni biancastre (tende però ad ingiallire in condizioni di tempo asciutto), la seconda a colorazioni variabili da giallo ad arancio.